# Pinsaguel
Pinsaguel település Franciaországban, Haute-Garonne megyében. Lakosainak száma 2779 fő (2022. január 1.). Pinsaguel Portet-sur-Garonne, Goyrans, Lacroix-Falgarde, Pins-Justaret, Roques és Roquettes községekkel határos.

## Népesség
A település népességének változása:
| Lakosok száma | 1638 | 1970 | 2603 | 2583 | 2737 | 2769 | 2771 | 2840 | 2829 | 2779 |
|               | 1968 | 1982 | 1990 | 2006 | 2013 | 2015 | 2017 | 2019 | 2020 | 2022 |